# 马克·施滕德拉
馬克·斯滕德拉（德語：Marc Stendera；1995年12月10日—）是一位德國足球運動員。在場上的位置是攻擊型中場。現效力於德丙球隊恩高斯達特，曾效力於法蘭克福。他也代表德國各級國青隊參賽。